# Natalicio del Libertador General Bernardo O’Higgins
El Nacimiento del Prócer de la Independencia, también Natalicio del Libertador General Bernardo O’Higgins, es una festividad originaria de Chile, que conmemora el nacimiento del prócer de la patria, Bernardo O’Higgins, ocurrido el 20 de agosto de 1778. Las celebraciones oficiales se centran en el Parque Monumental Bernardo O’Higgins y en la Plaza Isabel Riquelme de Chillán Viejo, lugares en los que se realiza un desfile militar y civil, que cuentan con la presencia de autoridades nacionales y locales.
Este feriado fue creado en 1966, válido sólo en la comuna de Chillán y limitado al ámbito escolar; desde 2014, es feriado para todos los efectos legales en las comunas de Chillán y Chillán Viejo, que conforman la ciudad de Chillán.

## Historia

### Antecedentes

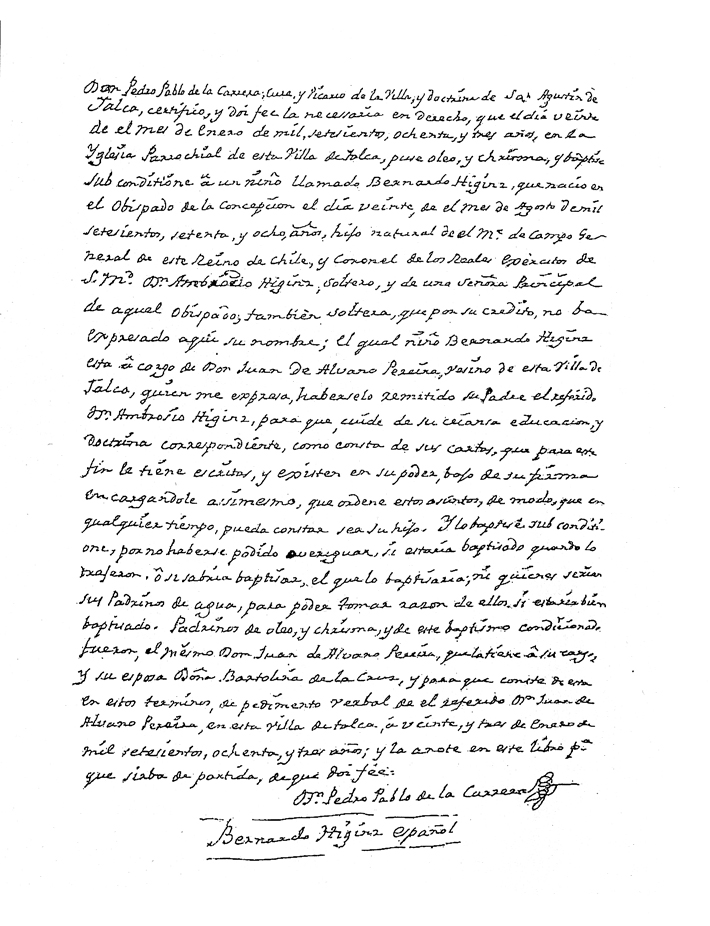
Partida de bautismo de Bernardo O’Higgins

A pesar de que el lugar de nacimiento es un dato controversial, tradicionalmente se atribuye a la casona de la familia Riquelme, edificación que fue demolida en 1930, y en cuyo lugar actualmente se ubica el Parque Monumental Bernardo O’Higgins de Chillán Viejo. Por el contrario, su fecha de nacimiento está bien documentada, gracias a la partida de bautismo respectiva, que indica que fue el 20 de agosto de 1778.

### sigloXX

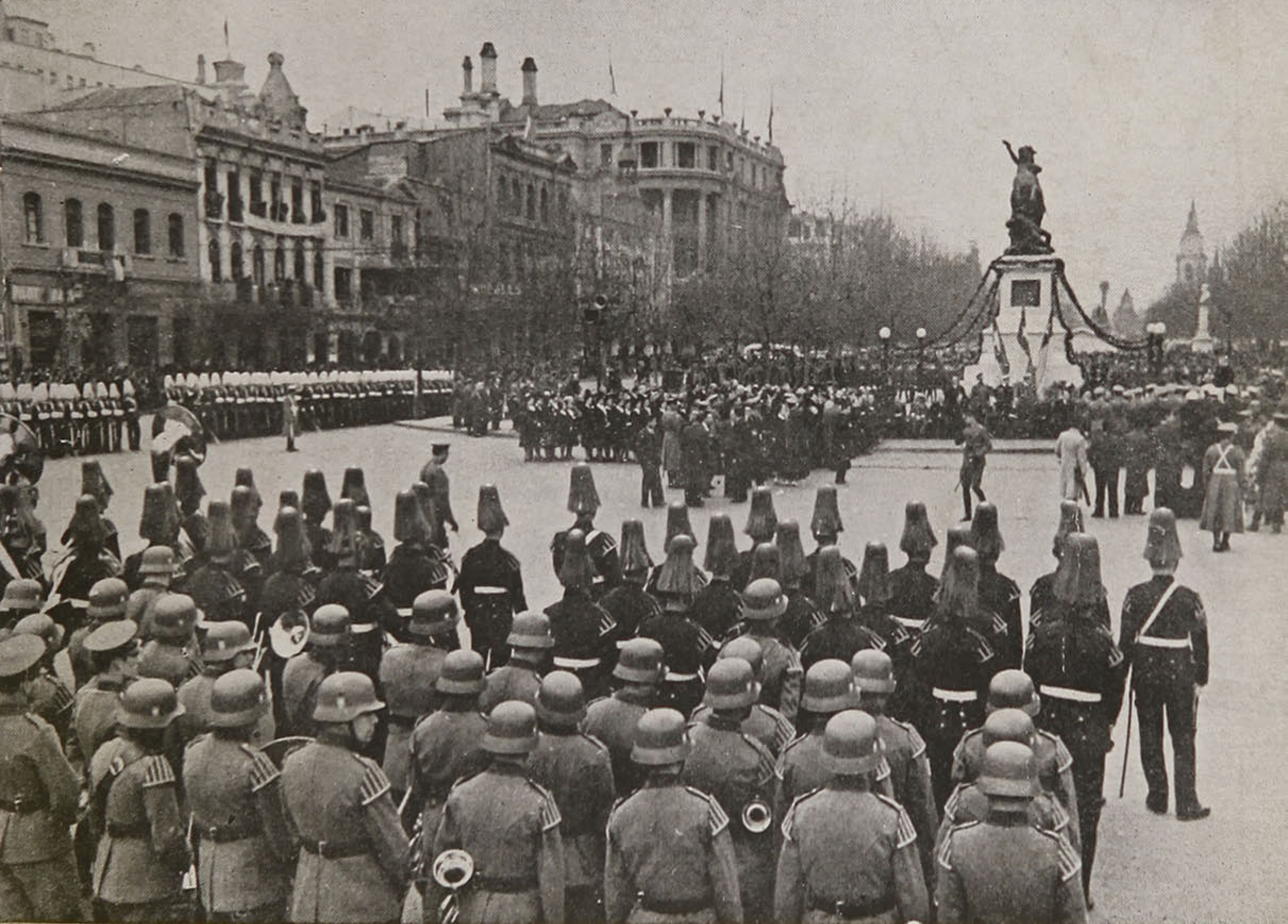
Celebración del Natalicio de Bernardo O’Higgins en Santiago, 1940

El primer antecedente de este feriado ocurre bajo el gobierno de Carlos Ibáñez del Campo, en que se declara el 20 de agosto de 1957 como feriado (singular) para todos los efectos legales en el entonces departamento de Chillán. Posteriormente, durante el gobierno de Eduardo Frei Montalva, se estableció el 20 de agosto como feriado escolar recurrente, válido sólo en la comuna de Chillán.
Las celebraciones desde entonces fueron generalmente observadas en Chillán, contando con la presencia del Jefe de Estado, y un desfile militar y civil como parte del acto central. En 1990, bajo la presidencia de Patricio Aylwin, un decreto del Ministerio del Interior establece que debía celebrarse el Aniversario del Natalicio del Libertador General Bernardo O’Higgins en todas las ciudades de Chile, y Chillán se convierte en el lugar de desarrollo del acto central.
En 1995, se crea la comuna de Chillán Viejo como una escisión de la comuna de Chillán. El entendimiento generalizado fue que el feriado escolar entonces vigente debía ser válido en ambas comunas y no sólo en esta última.

### sigloXXI

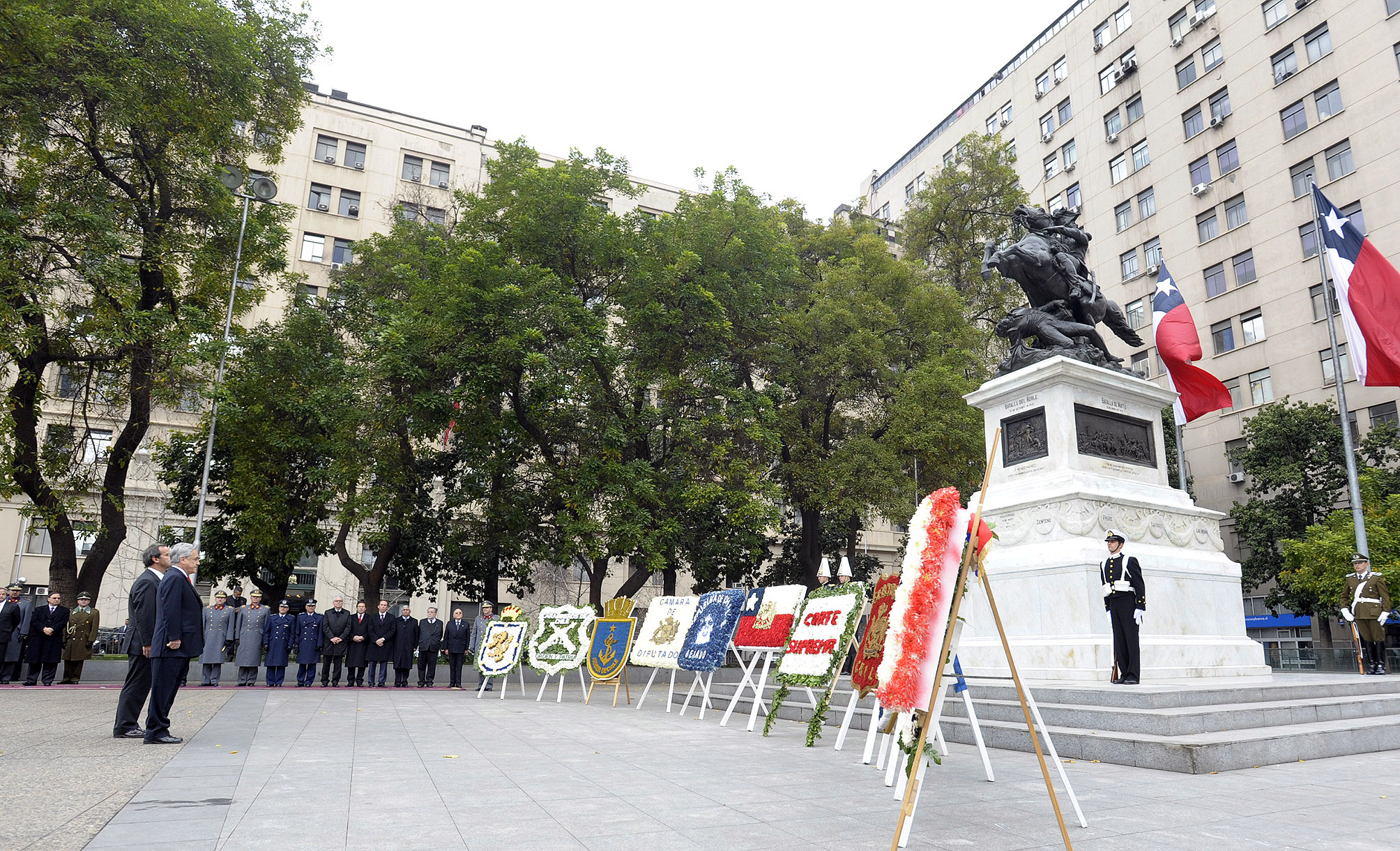
Sebastián Piñera frente a Monumento a Bernardo O’Higgins en celebración en Santiago de 2012

En 2012, el gobierno de Sebastián Piñera instauró las celebraciones por el natalicio de O’Higgins en Santiago de Chile, para los días 19 de agosto, mientras que al día siguiente, serían en Chillán.
En 2014, durante la presidencia de Michelle Bachelet, la ley 20.768 elevó de rango esta festividad a feriado para todos los efectos legales, y explicitó que era válido en las dos comunas en que era observado.
El año 2016, manteniendo la arraigada costumbre de las celebraciones de este feriado, el desfile fue realizado por las Fuerzas Armadas de Chile, el Regimiento de Infantería n.º 9 "Chillán", Carabineros y estamentos civiles, siendo finalizado por los clubes de huasos, quienes realizaron con un baile de cueca.

#### Pandemia de Covid-19
El año 2020, durante la Pandemia de COVID-19 en Chile, el desfile fue suspendido y se limitó a una ofrenda floral en el Mausoleo de Isabel Riquelme y Rosa Rodríguez, con presencia del Presidente de Chile, Sebastián Piñera; el ministro del interior, Víctor Pérez Varela; el comandante en jefe del Ejército de Chile, Ricardo Martínez; el Intendente de la región de Ñuble, Martín Arrau; y el alcalde de Chillán Viejo, Felipe Aylwin. Durante el discurso de Sebastián Piñera, el presidente sufre una mala pasada al afirmar que Bernardo O’Higgins estaba enterrado en Chillán Viejo, en circunstancias en que Cripta de Bernardo O’Higgins se encuentra en la Plaza de la Ciudadanía, frente a la Sede de Gobierno de Chile. La situación fue aprovechada por las autoridades locales, quienes se manifestaron para que los restos de O’Higgins sean trasladados a Chillán Viejo. El evento también fue celebrado en Richmond, Londres, en Reino Unido, dado que en 1790, Ambrosio O’Higgins destinó a este lugar a su hijo Bernardo, para realizar la educación superior.
Para el 2021, como resultado de las restricciones a la ciudadanía, producto de la pandemia, el aforo al evento fue reducido a un máximo de quinientas personas, y solamente contó con la presencia de la Escuela Militar del Libertador Bernardo O’Higgins, Fuerza Aérea, Armada, Carabineros de la ciudad, personal del Regimiento de Infantería n.º 9 "Chillán" y dos delegaciones ciudadanas, lo cual no fue bien recibido por los dirigentes vecinales de la comuna organizadora del evento, temerosos de perder la tradición local. Asimismo, fue restringida la presencia de otras autoridades locales como, concejales, alcaldes de otras comunas de Ñuble y consejeros regionales. Entre los asistentes al evento, se encontraban el presidente, Sebastián Piñera; la presidenta del senado, Yasna Provoste; el ministro de Defensa, Baldo Prokurica; representantes del Poder Judicial, Ministerio Público, la Convención Constitucional, Defensoría Penal Pública y los alcaldes de Chillán Viejo y Chillán, Jorge del Pozo y Camilo Benavente. El evento destacó también, por la ausencia de discurso por parte del presidente de la república, quien prefirió hablar en la posterior visita a las obras del Hospital Regional de Ñuble y el desmayo sufrido por un cadete del ejército, que fue atendido por la seremi de salud, Marta Bravo, y las senadoras Jacqueline van Rysselberghe y Loreto Carvajal.